# Dass
Dass es una localidad del estado de Bauchi, en Nigeria, con una población estimada en marzo de 2016 de 126 600 habitantes.
Se encuentra ubicada al norte del país, en la región geográfica del Sudán.